# Limfom
Limfóm je rak celic limfatičnega tkiva zaradi razraščanja limfocitov T ali B. Gre za skupno ime za mnoge bolezni, ki se lahko kažejo kot levkemija ali tumor bezgavk, vranice ali drugih organov, tumorske celice so navadno podobne posameznim stopnjam običajne limfocitne diferenciacije. Z imunohistokemičnimi tehnikami se določajo različni antigeni na površini celic, kar omogoči določitev vrste celic in stopnje malignosti.

## Razvrstitev
Obstajata dve poglavitni vrsti limfomov: Hodgkinovi (HL) in ne-Hodgkinovi limfomi (NHL), poleg tega pa še multipli mielom in imunoproliferativna bolezen. Ne-Hodgkinovi limfomi predstavljajo okoli 90 % vseh primerov in zajemajo številne podtipe.
Limfome lahko delimo tudi glede na prizadeta limfatična tkiva:
- primarna limfatična tkiva:
  - kostni mozeg
  - priželjc

- sekundarna limfatična tkiva:
  - bezgavke
  - vranica
  - limfatična tkiva v sluznicah

Delimo jih lahko tudi glede na tip celic, iz katerih vzniknejo. Limfom lahko namreč nastane iz limfatičnih celic B, T, ali iz naravnih celic ubijalk.

### Razvrstitev SZO
Svetovna zdravstvena organizacija je leta 2001 objavila svojo razvrstitev limfomov ter jo leta 2008 posodobila. 
Gre za razvrstitev na osnovi vrste prizadetih celic (oziroma katerim normalnim telesnim celicam so rakave celice najbolj podobne) in glede na fenotipične, molekularne in citogenetične lastnosti. Po SZO obstajajo tri velike skupine limfomov: limfomi limfocitov B, limfomi limfocitov T in limfomi naravnih celic ubijalk, zajete so pa tudi druge manj pogoste vrste.  Hodgkinovi limfomi so kot v predhodnih razvrstitvah svoja skupina, a spadajo med novotvorbe zrelih limfocitov B.

#### Podvrste
- kronična limfocitna levkemija/limfom malih limfocitov (drobnocelični limfocitni limfom)
- B-celična prolimfocitna levkemija
- limfoplazmacitni limfom (npr. Waldenströmova makroglobulinemija)
- limfom obrobnih celic vranice (splenični limfom marginalnih celic)
- neoplazme plazmatk:
  - diseminirani plazmacitom (multipli mielom)
  - plazmacitom
  - monoklonske imunoglobulinske depozitne bolezni
  - bolezni težkih verig
- ekstranodalni B-celični limfom obrobnih celic, tudi limfom MALT
- nodalni B-celični limfom obrobnih celic
- folikularni limfom
- limfom plaščnih celic
- difuzni velikocelični B-limfom
- mediastinalni velikocelični B-limfom
- intravaskularni velikocelični B-limfom
- primarni limfom z izlivom
- Burkittov limfom

- T-celična prolimfocitna levkemija
- T-celična levkemija velikih granuliranih limfocitov
- agresivna levkemija naravnih celic ubijalk
- T-celična levkemija odraslih
- ekstranodalni limfom naravnih celic ubijalk/limfocitov T
- enteropatski T-celični limfom
- hepatosplenični T-celični limfom
- blastični limfom naravnih celic ubijalk
- fungoidna mikoza/Sezaryjev sindrom
- primarne kožne CD30-pozitivne T-celične limfoproliferativne motnje
  - primarni kožni anaplastični velikocelični limfom
  - limfomatoidna papuloza
- angioimunoblastni T-celični limfom
- neopredeljeni periferni T-celični limfom
- anaplastični velikocelični limfom

- klasični Hodgkinovi limfomi:
  - nodularna skleroza
  - mešanocelični tip
  - z limfociti bogati tip
  - z limfociti osiromašeni tip
- nodularni Hodgkinov limfom z limfocitno predominanco

- povezane s primarno imunsko motnjo
- povezane z virusom HIV
- posttransplacijske limfoproliferativne bolezni
- povezane z zdravljenjem z metotreksatom
- primarni limfom osrednjega živčevja (pojavlja se najpogosteje pri imunsko oslabljenih bolnikih, predvsem pri bolnikih z aidsom)

## Znaki in simptomi
Limfom lahko spremljajo različni nespecifični bolezenski znaki. Če ti znaki vztrajajo dlje časa, je treba medicinsko izločiti verjetnost, da gre za limfom:
- limfadenopatija (bolezen bezgavk)[8][9] ali zatečenost bezgavk – gre za najzgodnejši bolezenski znak limfoma
- sistemski simptomi, ki jih lahko povzročajo tako Hodgkinovi kot ne-Hodgkinovi limfomi in se s skupnim izrazom imenujejo tudi simptomi B:
  - vročina[8][9]
  - nočno potenje[8][9]
  - izguba telesne mase[8][9]
- drugi simptomi :
  - neješčnost[9]
  - utrujenost[8][9]
  - oteženo dihanje (dispneja)[9]
  - srbenje[8][9]

## Epidemiologija
Pojavnost Hodgkinovih limfomov je v zadnjih letih približno enaka, pojavnost ne-Hodgkinovih limfonov pa se rahlo povečuje. Leta 2008 je bilo v Sloveniji 37 novih primerov HL ter 281 novih primerov NHL. Slednji se pojavljajo približno 3–4-krat pogosteje kot HL, skupno pa predstavljajo 2,5 do 5 % vseh rakov. HL se pogosteje pojavlja v starostni skupini od 15. do 34. leta in v starostni skupini po 50. letu. Pogostost pojavljanja NHL narašča s starostjo.

## Zdravljenje
Limfomi se zdravijo s sistemsko terapijo (s kemoterapevtiki in biološkimi zdravili), z obsevanjem, s kombinacijo obeh navedenih metod, redko tudi kirurško. Pri izbiri zdravljenja je poleg vrste limfoma pomembno tudi, ali gre za nizkomaligen ali za agresiven limfom. Zdravljenje s sistemsko terapijo poteka običajno s kombinacijo več kemoterapevtikov, lahko z dodatkom biološkega zdravila v določenem časovnem sosledju. Obsevanje kot samostojna oblika zdravljenja se uporablja predvsem pri lokaliziranih indolentnih (nizkomalignih) limfomih, sicer pa kot dopolnilna metoda sistemskemu zdravljenju. Včasih pri zdravljenju limfomov pride v poštev visokoodmerna kemoterapija/obsevanje s presaditvijo kostnega mozga. Po zaključenem zdravljenju je potrebno redno spremljanje pacienta zaradi možne ponovitve bolezni ter pravočasnega odkrivanja drugega raka.